# タチアナ・ゴロビン
タチアナ・ゴロビン（英語: Tatiana Golovin, 1988年1月25日 - ）は、フランスの女子プロテニス選手。ロシア・モスクワ出身。2004年の全仏オープン混合ダブルス部門優勝者で、WTAツアーでシングルス2勝を挙げた（ダブルス優勝はない）。身長175cm、体重60kg。右利き、バックハンド・ストロークは両手打ち。シングルス自己最高ランキングは12位（2008年2月）。

## 来歴
ゴロビンの父親はアイスホッケーのコーチで、彼女が8歳の時に家族を連れてロシアの首都モスクワからフランス・リヨン市に引っ越した。それ以来、タチアナ・ゴロビンはフランス市民となる。2003年からWTAツアー大会に挑戦を始め、同年の全仏オープンで4大大会にデビュー。2004年の全豪オープンで、16歳になったばかりのゴロビンはいきなり女子シングルス4回戦に進出し、2週間後の「パリ・インドア選手権」でもマリー・ピエルスとの準決勝に進む。全仏オープンの混合ダブルスで同じフランスのリシャール・ガスケとペアを組んだゴロビンは、決勝でジンバブエのウェイン・ブラックとカーラ・ブラックの兄妹ペアを 6-3, 6-4 で破って初優勝を飾った。全仏の混合ダブルスで優勝した後、ゴロビンはイギリス・バーミンガムの芝生の大会に乗り込み、マリア・シャラポワとの決勝戦に進出した。続くウィンブルドンでもセリーナ・ウィリアムズとの4回戦まで勝ち進み、女子テニス国別対抗戦・フェドカップのフランス代表選手にも初選出され、準決勝と決勝でそれぞれシングルス2試合に起用された。この年の目覚ましい活躍を評価され、ゴロビンは女子テニス協会の2004年度「最優秀新人賞」を受賞した。
2005年度のゴロビンは、4大大会では全仏オープンと全米オープンの3回戦進出止まりだった。同年10月に「ジャパン・オープン」で自身2度目のツアー決勝進出を果たすが、チェコのニコル・バイディソバと対戦中に故障で途中棄権してしまう。足首の捻挫などでしばらく低迷が続いていたが、ようやく2006年の全米オープンで初の4大大会シングルス8強進出を果たす。初めての準々決勝で、ゴロビンは第3シードのマリア・シャラポワに 6-7, 6-7 で敗れた。
2007年4月第1週の「ボシュロム選手権」にて、タチアナ・ゴロビンは決勝戦でナディア・ペトロワを 6-2, 6-1 で破り、WTAツアーでシングルス初優勝を決めた。同年9月中旬の「スロベニア・オープン」決勝では、地元選手のカタリナ・スレボトニクを 2-6, 6-4, 6-4 で破り、ツアー2勝目を挙げる。しかし、その後背中の慢性的な故障に悩まされるようになり、北京五輪の代表に選ばれていたが直前に欠場した。2008年5月のドイツ・ベルリン大会を最後にツアーから離れている。

## WTAツアー決勝進出結果

### シングルス: 7回 (2勝5敗)
| 大会グレード         |
| -------------------- |
| グランドスラム (0–0) |
| ティア I (0–1)       |
| ティア II (1–2)      |
| ティア III (0–2)     |
| ティア IV & V (1–0)  |

| 結果   | No. | 決勝日         | 大会               | サーフェス    | 対戦相手               | スコア                |
| ------ | --- | -------------- | ------------------ | ------------- | ---------------------- | --------------------- |
| 準優勝 | 1.  | 2004年6月13日  | バーミンガム       | 芝            | マリア・シャラポワ     | 6-4, 2-6, 1-6         |
| 準優勝 | 2.  | 2005年10月9日  | 東京               | ハード        | ニコル・バイディソバ   | 6-7(4), 2-3, 途中棄権 |
| 準優勝 | 3.  | 2006年10月8日  | シュトゥットガルト | ハード (室内) | ナディア・ペトロワ     | 4-6, 6-7(4)           |
| 優勝   | 1.  | 2007年4月8日   | アメリアアイランド | クレー        | ナディア・ペトロワ     | 6–2, 6–1              |
| 優勝   | 2.  | 2007年9月22日  | ポルトロス         | ハード        | カタリナ・スレボトニク | 2–6, 6–4, 6–4         |
| 準優勝 | 4.  | 2007年10月7日  | シュトゥットガルト | ハード (室内) | ジュスティーヌ・エナン | 6-2, 2-6, 1-6         |
| 準優勝 | 5.  | 2007年10月21日 | チューリッヒ       | ハード (室内) | ジュスティーヌ・エナン | 4-6, 4-6              |

## 4大大会シングルス成績
略語の説明
| W | F | SF | QF | #R | RR | Q# | LQ | A | Z# | PO | G | S | B | NMS | P | NH |

W=優勝, F=準優勝, SF=ベスト4, QF=ベスト8, #R=#回戦敗退, RR=ラウンドロビン敗退, Q#=予選#回戦敗退, LQ=予選敗退, A=大会不参加, Z#=デビスカップ/BJKカップ地域ゾーン, PO=デビスカップ/BJKカッププレーオフ, G=オリンピック金メダル, S=オリンピック銀メダル, B=オリンピック銅メダル, NMS=マスターズシリーズから降格, P=開催延期, NH=開催なし.
| 大会           | 2003 | 2004 | 2005 | 2006 | 2007 | 2008 | 通算成績 |
| -------------- | ---- | ---- | ---- | ---- | ---- | ---- | -------- |
| 全豪オープン   | A    | 4R   | 2R   | 1R   | 3R   | 2R   | 7–5      |
| 全仏オープン   | 1R   | 1R   | 3R   | 1R   | A    | A    | 2–4      |
| ウィンブルドン | A    | 4R   | 1R   | 2R   | 2R   | A    | 5–4      |
| 全米オープン   | A    | 3R   | 3R   | QF   | 1R   | A    | 8–4      |